# Dinastia Jin (1115-1234)
A segunda dinastia Jin (chinês: 金; pinyin: Jīn; jurchen: Anchu), também conhecida como a dinastia Jurchen, foi fundada pelos Waynan (完顏, Wányán), clã dos Jurchen, antepassados dos manchus que estabeleceram a dinastia Qing 500 anos mais tarde. O nome é algumas vezes escrito como Jinn para ser diferenciado da primeira dinastia Jin, cujo nome é igual ao desta dinastia no alfabeto latino.
Fundada em 1115, no norte da Manchúria, aniquila com êxito a dinastia Liao no ano 1125. Esta última tinha existido entre a Manchúria e a fronteira norte da China durante vários séculos. Em 9 de Janeiro de 1127, as forças Jin saquearam Kaifeng, capital da dinastia Song do norte, capturando o novo imperador Qinzong, que havia subido ao trono após a abdicação de seu pai, o imperador Huizong, ao ver a necessidade de enfrentar o exército Jin. Depois da queda de Kaifeng, os Song, sob a liderança da herdeira dinastia Song do sul, continuaram a luta durante mais de uma década contra os Jin, assinando por fim um tratado de paz em 1141, e cedendo todo o norte da China aos Jin em 1142, a fim de obter a paz.
Depois de dominar o norte da China, a dinastia Jin pouco a pouco foi-se adaptando à cultura chinesa, trasladando a sua capital de Huining Fu, no norte da Manchúria (a sul da actual Harbin) para Pequim. No início do século XIII começou a sentir a pressão que os mongóis faziam a partir do norte. Em 1214 a dinastia Jin moveu a sua capital para Kaifeng para fugir dos mongóis; mas sob as forças do império mongol liderado por Oguedai Cã, terceiro filho de Genghis Khan, e dos aliados da dinastia Song do sul, foi derrubada em 1234.
Em 1616 os manchus que se encontravam sob liderança de Nurhaci formaram uma dinastia Jin posterior, tomando o nome desta dinastia. A dinastia Jin posterior foi renomeada como dinastia Qing em 1636, e continuou a conquista da China, convertendo-se na última dinastia da China imperial.

## História
A dinastia Jin foi criada nas modernas Jilin e Heilongjiang, pelo chefe tribal do Jurchen Aguda em 1115. Segundo a tradição, Aguda era um descendente de Hanpu. Aguda adotou o termo para "ouro" como o nome de seu estado, uma tradução do rio "Anchuhu", que significava "ouro" em Jurchen.

## Soberanos da Dinastia Jin (1115-1234)

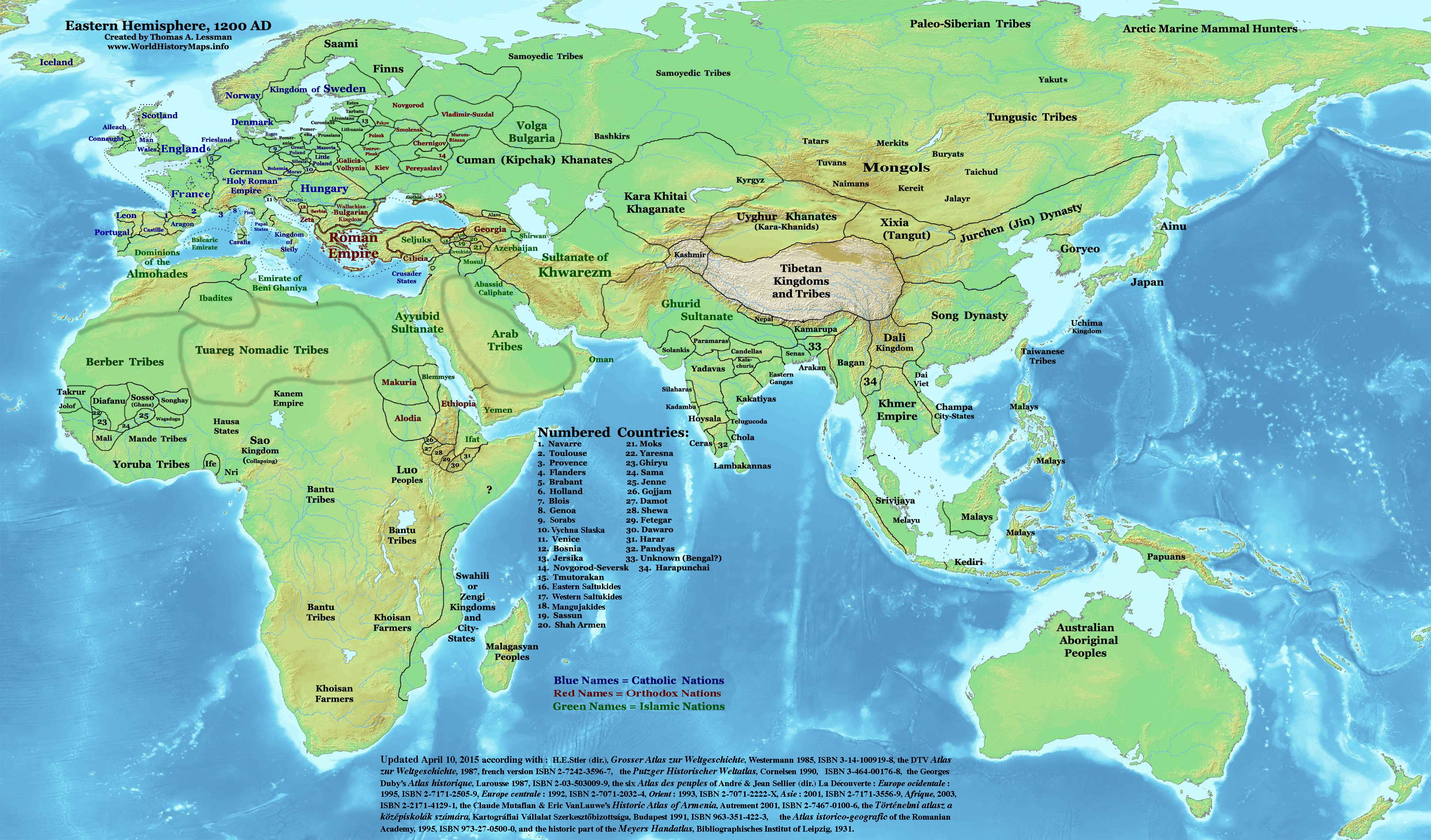
Reinos pré-mongóis no Oriente.

| Nome Miao Hao 廟號 miàohào                 | Nome Póstumo Shi Hao 諡號 shìhào                            | Nome de Nascimento 姓名 xìngmíng                         | Anos do Reinado | Nome da Era Nian Hao年號 niánhào e duração                              |
| ------------------------------------------ | ----------------------------------------------------------- | -------------------------------------------------------- | --------------- | ----------------------------------------------------------------------- |
| Convencional: "Jin" + nome ou nome póstumo |                                                             |                                                          |                 |                                                                         |
| Tàizǔ 太祖                                 | Nome comprido e não utilizado a referir-se a este soberano. | Wányán Āgǔdǎ 完顏阿骨打                                  | 1115-1123       | Shōuguó 收國 1115-1116 Tiānfǔ 天輔 1117-1123                            |
| Tàizōng 太宗                               | Nome comprido e não utilizado a referir-se a este soberano. | Wányán Wúqǐmǎi 完顏吳乞買 Wányán (Shèng ou Chéng) 完顏晟 | 1123-1134       | Tiānhuì 天會 1123-1134                                                  |
| Xīzōng 熙宗                                | Nome comprido e não utilizado a referir-se a este soberano. | Wányán Hélá 完顏合剌 Wányán Dǎn 完顏亶                   | 1135-1149       | Tiānhuì 天會 1135-1138 Tiānjuàn 天眷 1138-1141 Huángtǒng 皇統 1141-1149 |
| não existe mais                            | Hǎilíngwáng 海陵王                                          | Wányán Liàng 完顏亮                                      | 1149-1161       | Tiāndé 天德 1149-1153 Zhènyuán 貞元 1153-1156 Zhènglóng 正隆 1156-1161  |
| Shìzōng 世宗                               | Nome comprido e não utilizado a referir-se a este soberano. | Wányán Yōng 完顏雍                                       | 1161-1189       | Dàdìng 大定 1161-1189                                                   |
| Zhāngzōng 章宗                             | Nome comprido e não utilizado a referir-se a este soberano. | Wányán Jǐng 完顏璟                                       | 1190-1208       | Míngchāng 明昌 1190-1196 Chéng'ān 承安 1196-1200 Tàihé 泰和 1200-1208   |
|                                            | Wèishàowáng 衛紹王 Wèiwáng 衛王                             | Wányán Yǒngjì 完顏永濟                                   | 1209-1213       | Dà'ān 大安 1209-1212 Chóngqìng 崇慶 1212-1213 Zhìníng 至寧 1213         |
| Xuānzōng 宣宗                              | Nome comprido e não utilizado a referir-se a este soberano. | Wányán Xún 完顏珣                                        | 1213-1223       | Zhēnyòu 貞祐 1213-1217 Xīngdìng 興定 1217-1222 Yuánguāng 元光 1222-1223 |
| Āizōng 哀宗                                | Nome comprido e não utilizado a referir-se a este soberano. | Wányán Shǒuxù 完顏守緒                                   | 1224-1234       | Zhèngdà 正大 1224-1232 Kāixīng 開興 1232 Tiānxīng 天興 1232-1234        |
| não existe mais                            | Mòdì 末帝                                                   | Wányán Chénglín 完顏承麟                                 | 1234            | não existe mais                                                         |